# 交響曲第2番 (ホヴァネス)
交響曲第2番『神秘の山』は、アラン・ホヴァネスが1955年にレオポルド・ストコフスキーの依頼で作曲した交響曲である。初演は1955年10月31日にレオポルド・ストコフスキー指揮ヒューストン交響楽団により行われた。全交響曲の中でも有名な部類に入る。

## 楽器編成
フルート3、オーボエ2、イングリッシュホルン、クラリネット2、バスクラリネット、ファゴット2、コントラファゴット、ホルン5、トランペット3、トロンボーン3、チューバ、ティンパニ、チェレスタ、ハープ、弦五部。

## 楽曲構成
3楽章からなる。演奏時間は約17分。
- 第1楽章 アンダンテ
- 第2楽章 ダブルフーガ。
- 第3楽章 アンダンテ・エスプレッシーヴォ